# Dorchester (Massachusetts)
Dorchester è un quartiere di Boston, Massachusetts, ed ha preso il suo toponimo dalla cittadina inglese di Dorchester nella contea del Dorset, da dove gran parte dei coloni puritani che fondarono la città partirono nel XVIII secolo.
Il quartiere era inizialmente separato dal resto della città e nacque come piccolo centro rurale che raggiunse una popolazione di circa 12.000 persone al momento del suo incorporamento nella città nel 1860. Con la costruzione di linee ferroviarie e strade carrabili Dorchester crebbe in maniera esponenziale arrivando a circa 150.000 abitanti nel 1920. Attualmente il quartiere ospita per la maggior parte esponenti della working class bostoniana, soprattutto di origine europea.

## Storia
Nel 1614 il capitano John Smith giunse nella baia di Boston a bordo della nave Mary and John e sbarcò con una lancia con otto uomini nella stretta penisola di Mattapan, e più precisamente nei pressi di Columbia Point. Questi primi uomini furono i padri fondatori di Dorchester, che venne fondata nel 1630 e la sua fondazione è ancora oggi festeggiata nel Dorchester Day, con una spettacolare parata lungo Dorchester Avenue. La maggior parte dei primi coloni erano originari del West Country inglese, soprattutto di Dorchester, dove il pastore John White fu tra i primi a promuovere l'iniziativa di fondare una colonia protestante nel Nuovo Mondo. Il nuovo insediamento concentrò l'abitato intorno alla Chiesa Parrocchiale fondata il 30 marzo 1630 ed è tuttora un edificio di culto in uso dalla chiesa unitariana-universalista, e considerato il più antico di tutta Boston.
L'8 ottobre 1633 ebbe luogo la prima assemblea cittadina, e anche questa occasione viene festeggiata appunto il giorno 8 ottobre nel cosiddetto Town Meeting Day in tutto il Massachusetts. Dorchester è anche il luogo dove sorse la prima scuola pubblica elementare degli Stati Uniti, la The Mater School, fondata nel 1635 dal puritano Richard Mather.
Nel 1695 una parte dei coloni abbandonò Dorchester per fondare una nuova colonia con lo stesso nome in Carolina del Sud che però venne abbandonata circa cinquant'anni dopo la sua costruzione ed è una città fantasma.

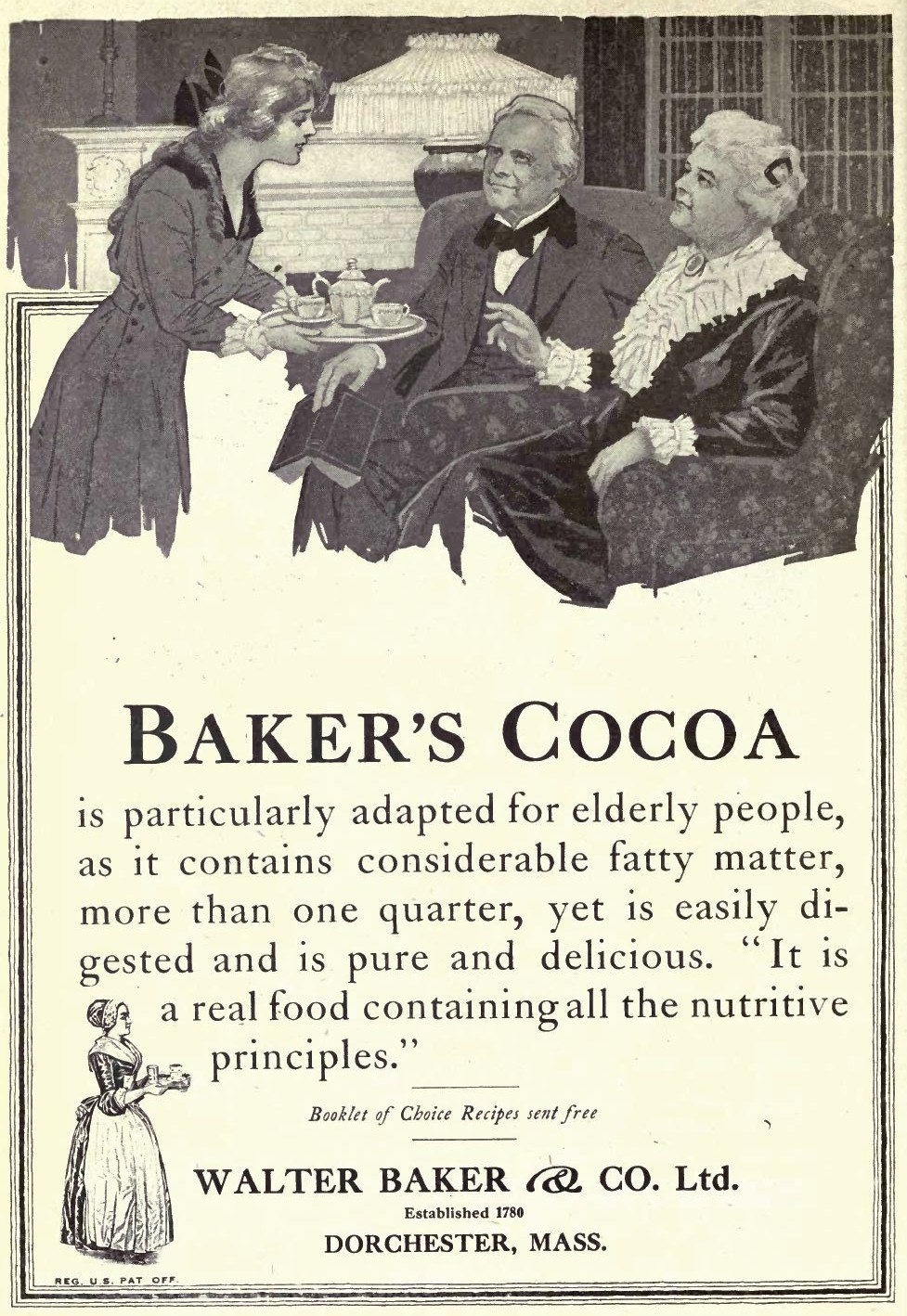
Locandina pubblicitaria del Baker's Chocolate, marchio tuttora esistente e originario di Docrhester, pubblicato sul Overland Monthly nel gennaio 1919.

Nel 1765 venne introdotto il cioccolato nelle colonie americane e l'industriale irlandese John Hannon costruì una raffineria di arachidi importate dalle Indie occidentali proprio a Dorchester, fondando una società con il medico e finanziere James Baker, di nome Baker's Chocolate, marchio ancora esistente e acquistata nel 1989 dalla Kraft Foods.
Durante la rivoluzione americana Dorchester fu un'importante sede dei Sons of Liberty guidati dal leader locale Lemuel Robinson, promosso colonnello durante la guerra. Il quartiere fu anche sede della battaglia di Dorchester Heights che ebbe come conseguenza la cacciata delle truppe britanniche da Boston.

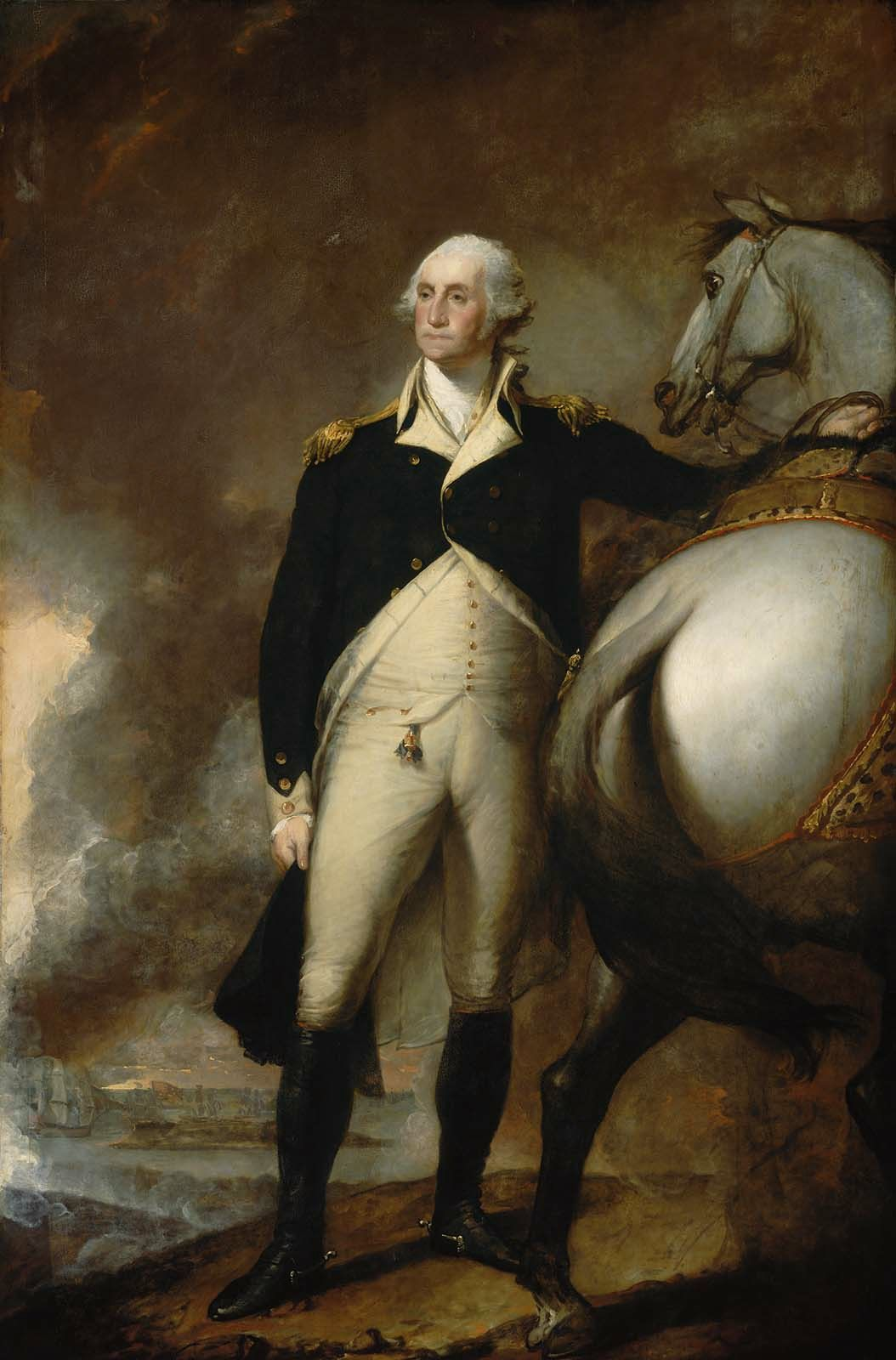
Dipinto a olio raffigurante George Washington durante la battaglia di Dorchester Heights, dipinto nel 1806 da Gilbert Stuart e conservato presso il Boston Museum of Fine Arts.

Durante l'epoca vittoriana Dorchester divenne luogo di villeggiatura e residenza per l'élite bostoniana, tra i quali la madre e i nonni del Presidente statunitense John F. Kennedy, tra i quali occorre ricordare il sindaco di Boston John Francis Fitzgerald. Nel 1845 la linea ferroviaria Old Colony Railroad che univa Boston a Plymouth venne fatta attraversare all'interno del quartiere, con la costruzione della stazione di Crescent Avenue, che a partire dal 1º dicembre 1982 venne ribattezzata Columbia Station e successivamente riconvertita nell'attuale stazione JFK/UMass, appartenente alla linea della Massachusetts Bay Transportation Authority.
Nel 1880 la zona di Columbia Point venne utilizzata come conduttura fognaria e stazione di pompaggio, che è attualmente ancora in funzione e diventò un elemento fondamentale per il miglioramento delle condizioni gienico-sanitarie della città. La stazione trasportava materiale di risulta verso l'isola di Moon Island e fu da modello per numerose altre installazioni dello stesso tipo e rimase in funzione fino al 1968 quando venne costruita un nuovo impianto di trattamento sulla penisola di Deer Island. La vecchia stazione di pompaggio ha un valore anche storico ed architettonico in quanto venne disegnata dall'architetto George Clough, allievo del celebre architetto statunitense Henry Hobson Richardson, il quale seguì lo stile romanico per il suo progetto; per questo motivo l'impianto è registrato nel National Register of Historic Places come edificio da preservare.
Il 6 marzo 1804 l'agglomerato di Dorchester divenne amministrativamente un quartiere urbano di Boston, dopo un plebiscito tenutosi il 22 giugno 1869, nonostante questo passaggio diventasse ufficiale solo il 3 gennaio 1870. Alcune parti della originaria cittadina vennero assegnate amministrativamente all'attuale città di Quincy (in varie fasi 1792, 1814, 1819, e 1855), mentre una porzione divenne nel 1869 la città autonoma di Hyde Park, riannessa nel 1912 all'amministrazione di Boston.
Nel 1895 all'architetto e urbanista Frederick Law Olmsted venne dato il compito di progettare una grossa area verde che sarebbe diventata il parco urbano di Dorchester Park, anch'esso annoverato nella lista dei patrimoni storici del National Register of Historic Places.
Tra la fine del XIX secolo e gli inizi del XX Dorchester fu il centro di una intensa attività politica ed intellettuale, con particolare riguardo per l'attivismo politico, tra i suoi residenti si possono annoverare William Monroe Trotter, fondatore insieme a William Edward Burghardt Du Bois, del Niagara Movement, l'associazione anti-segregazionista antesignana del National Association for the Advancement of Colored People. Così come numerose attiviste del movimento delle suffragette, tra le quali la più celebre fu Lucy Stone.
Al principio del XX secolo Dorchester divenne la meta di una grande ondata di migrazione soprattutto dalle regioni più povere del continente europeo e dalle popolazioni della Grande migrazione afroamericana.
Nel 1953 il Carney Hospital si trasferì dal quartiere di South Boston nella nuova sede di Dorchester. In quello stesso anno venne realizzato il complesso di edilizia popolare nella penisola di Columbia Point, che negli anni settanta ed ottanta divenne una zona critica a causa dell'elevato tasso di criminalità. Tuttavia già alla fine degli anni ottanta la zona aveva subito un forte calo demografico e nel 1985 esso venne dato in gestione ad una ditta privata che riqualificò l'intero complesso trasformandolo in una zona residenziale denominata Harbor Point Apartments. Questa opera di riqualificazione urbana fu molto apprezzata e ricevette riconoscimenti importanti da istituzioni come il Urban Land Institute.
A partire dagli anni cinquanta Dorchester divenne nuovamente il fulcro dell'associazionismo per i diritti civili, e Martin Luther King visse nel quartiere mentre era studente alla Università di Boston. Alla fine del XX secolo il quartiere visse una nuova ondata migratoria, questa volta di popolazioni provenienti soprattutto da Porto Rico, Repubblica Dominicana, Haiti, Giamaica, Trinidad e Tobago, Vietnam e Capo Verde.

## Geografia
Dorchester è il quartiere più popoloso di Boston e si trova a sud della periferia cittadina, ed è circondato dai quartieri di South Boston, Roxbury, Mattapan, South End e dalle città di Quincy e Milton. Il fiume Neponset divide il quartiere da questi due ultimi centri urbani.

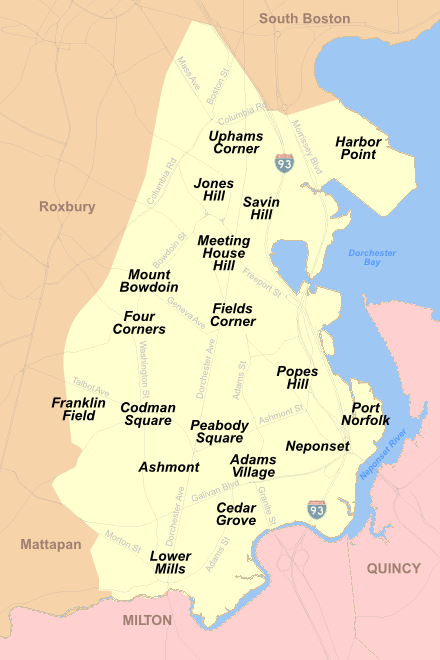
Mappa contenente le varie suddivisioni del quartiere di Dorchester e la loro nomenclatura.

A causa della sua elevata estensione territoriale, il quartiere viene spesso suddiviso in diverse aree, soprattutto per motivi di quantificazione statistica e demografica.
La parte settentrionale è formata dalle zone di Quincy Street, East Street e Freeport Street. La zona che concentra la maggior parte delle attività commerciali e finanziarie è quella di Uphams Corner, mentre quella di Harbor Point ospita importanti istituzioni come la University of Massachusetts Boston, i palazzi dei Massachusetts Archives e la John F. Kennedy Library.

## Demografia
La popolazione del quartiere risultava nel 2000 di 92.115 abitanti la cui suddivisione demografica era la seguente:
- 36% di afroamericani
- 32% di caucasici non ispanici
- 12% di ispanici o latinoamericani
- 11% di asiatici
- 1% di nativi americani
- 4% di altre etnie

## Trasporti
Il quartiere è attraversato da cinque fermate della linea rossa della società di trasporti Massachusetts Bay Transportation Authority, da cinque stazioni della linea veloce della linea Ashmont-Mattapan, e da altri servizi di autobus. Presso la stazione di Ashmont la municipalità di Boston in collaborazione con lo Stato del Massachusetts e con altri investitori privati ha avviato la costruzione del primo Transit-oriented development (TOD) denominato The Carruth.
L'arteria stradale della Interstate 93 affianca da nord a sud il quartiere lungo il suo confine orientale.

## Monumenti e luoghi d'interesse
Tra i luoghi d'interesse storico e culturale sono da enumerare la James Blake House, la più antica costruzione civile di Boston, edificata nel 1611; la Captain Lemuel Clap House, un'altra dimora storica appartenente da uno dei fondatori del quartiere, il capitano Roger Clapp; la prima Chiesa parrocchiale di Dorchester, costruita nel 1631; il Franklin Park Zoo; la John F. Kennedy Library e la William Monroe Trotter House, dimora storica del celebre attivista per i diritti civili William Monroe Trotter.